# Greg Wood
Greg Milburn (Mánchester, Lancashire; 21 de agosto de 1979), más conocido como Greg Wood, es un actor británico, conocido por haber interpretado a Terry Gibson en Terry Gibson, a Rick Neelan en Coronation Street y a Trevor Royle en Hollyoaks.

## Biografía
Su hermano es el actor Matt Milburn, también tiene una hermana llamada Jenny Milburn.
Greg se casó con Catherine Milburn y la pareja tiene tres hijos, sin embargo la pareja se separó en el 2015.
En el 2015 Greg comenzó a salir con la actriz Sheridan Smith, pero la relación terminó poco después.

## Carrera
En el 2002 se unió al elenco principal de la serie Brookside donde interpretó al traficante de drogas Terry Gibson, papel que interpretó en el spin-off "Unfinished Business".
En el 2009 apareció como invitado en la serie británica Emmerdale Farm donde interpretó a Skin, anteriormente había aparecido por primera vez en la serie en el 2006 donde interpretó a Nick Callow durante el episodio # 1.4494.
El 9 de noviembre de 2009 se unió al elenco recurrente de la serie Coronation Street donde interpretó al cobrador de deudas Rick Neelan hasta el 4 de junio de 2012 después de que su personaje fuera arrestado por la policía por sus crímenes. 
El 15 de abril de 2013 se unió al elenco principal de la serie británica Hollyoaks donde interpretó al criminal Trevor Royle, hasta el 25 de mayo de 2016 después de que su personaje muriera luego de ser acuchillado por Nico Blake.

## Filmografía

### Series de televisión
| Año                          | Título            | Personaje     | Notas                                |
| ---------------------------- | ----------------- | ------------- | ------------------------------------ |
| 2009 - 2012, 2019 - presente | Coronation Street | Rick Neelan   | 48 episodios                         |
| 2018                         | The A List        | Ray Blackwood | episodio "Nothing Can Survive Alone" |
| 2018                         | Casualty          | Johnny Fargot | ep. #32.33                           |
| 2013 - 2016                  | Hollyoaks         | Trevor Royle  | 308 episodios                        |
| 2013                         | Hollyoaks Later   | Trevor Royle  | episodio #6.1                        |
| 2013                         | Utopia            | Guardia       | episodio #1.6                        |
| 2009                         | Emmerdale Farm    | Skin          | 2 episodios                          |
| 2008                         | Casualty 1907     | Docker        | 2 episodios                          |
| 2004                         | The Courtroom     | Andrew Aston  | episodio "One in Six"                |
| 2002 - 2003                  | Brookside         | Terry Gibson  | -                                    |

### Películas
| Año  | Título                         | Personaje    | Notas                                                                               |
| ---- | ------------------------------ | ------------ | ----------------------------------------------------------------------------------- |
| 2003 | Brookside: Unfinished Business | Terry Gibson | junto a Steven Cartait, Philip Olivier, Lisa Hogg, Sarah Jayne Dunn & Claire Harman |

## Premios y nominaciones
| Año  | Categoría               | Premio             | Series            | Resultado |
| ---- | ----------------------- | ------------------ | ----------------- | --------- |
| 2019 | Villain of the Year     | British Soap Award | Coronation Street | Nominados |
| 2016 | Best Bad Boy            | Inside Soap Award  | Hollyoaks         | Nominado  |
| 2016 | Best Exit               | Inside Soap Award  | Hollyoaks         | Nominado  |
| 2014 | Villain of the Year     | British Soap Award | Hollyoaks         | Nominado  |
| -    | Soap Villan of the Year | -                  | Brookside         | Nominado  |